# Renate Kroos
Renate Kroos, née le 24 janvier 1931 et morte le 9 octobre 2017, est une historienne de l'art et médiéviste allemande. Aux Pays-Bas et en Belgique, elle est surtout connue comme l’auteure d’une vaste étude sur la Noodkist, le reliquaire du XIIe siècle de saint Servais à Maastricht, ainsi que sur les pendants qui l’accompagnaient à l’origine et qui se trouvent aujourd’hui à Bruxelles.

## Biographie
Renate Kroos nait le 24 janvier 1931. Elle étudie l’histoire de l’art à l’Université Georg-August de Göttingen. En 1970, elle obtient son doctorat dans ce même établissement avec une thèse consacrée à l’artisanat textile médiéval dans les couvents féminins de Basse-Saxe — une suite logique à son mémoire de maîtrise de 1957, qui portait déjà sur ce sujet. Elle est ainsi l’une des premières chercheuses à s’intéresser à la vie et à la production artistique des femmes dans les monastères médiévaux. Sa thèse de doctorat, bien qu’éditée par la Deutscher Verein für Kunstwissenschaft, suscite peu d’intérêt dans le milieu académique. Après ses études, elle travaille pendant plusieurs années à la Bibliothèque d'État de Berlin.
Kroos rejoint l'Institut central d'histoire de l'art de Munich en 1971 afin d’y superviser des projets de recherche et de soutenir le travail de la direction. Durant les deux décennies qu’elle passe à Munich, elle dirige plusieurs projets de recherche. Le plus important d’entre eux — déjà envisagé dès 1970 — mène, en 1985, à la publication d’une monographie de grande ampleur sur la Noodkist, le reliquaire de saint Servais conservé dans la basilique Saint-Servais de Maastricht, ainsi que sur les quatre reliquaires associés qui se trouvent aujourd’hui au Musée Art & Histoire à Bruxelles. Cette monographie, de grand format, comprend 450 pages de texte et un cahier séparé avec 165 illustrations. Intitulé Der Schrein des heiligen Servatius in Maastricht und die vier zugehörigen Reliquiare in Brüssel, l’ouvrage témoigne d’une grande érudition et replace la création et la fonction de la Noodkist dans le contexte de l’histoire du chapitre, de la liturgie locale et des pratiques dévotionnelles. Elle a également été membre du comité de rédaction de la Kunstchronik (de) publié par l'institut.
Kroos a publié plusieurs monographies ainsi que de nombreux articles scientifiques, en particulier sur les églises, monastères et objets d’art médiévaux. Dans ses études sur les cathédrales de Bamberg, Cologne, Magdebourg et Ratisbonne, elle approfondi la démarche amorcée dans son travail sur la Noodkist : elle accorde une attention équivalente à l’histoire de l’usage des édifices qu’à leur analyse artistique. Pour approfondir ses compétences, elle s’est également formée à la codicologie.
Après avoir pris sa retraite en 1991, elle est restée active comme chercheuse indépendante et autrice scientifique.
Elle meurt le 9 octobre 2017 à Munich.

## Distinctions
- 24 janvier 2001 : À l’occasion du 70e anniversaire de Renate Kroos, le Frankfurter Allgemeine Zeitung lui a consacré un article, saluant ses mérites et la qualifiant notamment de « reine non couronnée parmi les médiévistes »[1].
- 5 et 6 mars 2001 : Colloque de deux jours en l’honneur de Renate Kroos, organisé par le Zentralinstitut für Kunstgeschichte (ZfK) à Munich. Parmi les intervenants figuraient notamment Willibald Sauerländer, Matthias Exner, Karl-August Wirth, Ingrid Gardill, Hiltrud Westermann-Angerhausen, Lieselotte E. Saurma-Jeltsch, Gude Suckale, Sibylle Appuhn-Radtke, Achim Hubel, Friedrich Kobler, Clemens Kosch, Katharina Krause, Johannes Tripps, Arwed Arnulf, ainsi que Dorothea et Peter Diemer[4].
- 2002 : Docteur honoris causa de la Faculté de théologie de l’Université Humboldt de Berlin, en reconnaissance de « son excellent travail de recherche, qui dépasse le cadre de l’histoire de l’art pour s’étendre à l’histoire de l’Église »[5].
- 26–27 avril 2019 : Colloque de deux jours à la mémoire de Renate Kroos, organisé à la HTWK (Haute école de sciences appliquées) de Leipzig.

## Publications (sélection)
- 1957: Niedersächsische figürliche Leinen- und Seidenstickereien des 12. bis 14. Jahrhunderts (doctoraalscriptie)
- 1964: Drei niedersächsische Bildhandschriften des 13. Jahrhunderts in Wien
- 1970: Niedersächsische Bildstickereien des Mittelalters (dissertatie)
- 1974: 'Jocundus und die Servatius-Liturgie'. In: De Maasgouw, nr. 93, pp. 181-198
- 1980: Das Matutinalbuch aus Scheyern (met Hermann Hauke)
- 1981: Zu frühen Schrift- und Bildzeugnissen über die heilige Elisabeth als Quellen zur Kunst- und Kulturgeschichte
- 1985: Der Schrein des heiligen Servatius in Maastricht und die vier zugehörigen Reliquiare in Brüssel
- 1987: Das Goslarer Evangeliar
- 1989: Die Weingartner Liederhandschrift (met Wolfgang Irtenkauf, Kurt Herbert Halbach en Otfrid Ehrismann)
- 1991: Glanzlichter der Buchkunst (1): Das Goslarer Evangeliar (met Frauke Steenbock)
- 1992: 'Schmuckgaben an Reliquiare, Gnadenbilder und Vasa Sacra'. In:  Magister Artium. Onderwijs, Kerk en Kunst in Limburg. Opstellen Br. Sigismund Tagage aangeboden bij zijn zeventigste verjaardag (red.: P. Ubachs e.a.)
- 1995: Der Dom zu Regensburg. Vom Bauen und Gestalten einer gotischen Kathedrale (met Achim Hubel, Manfred Schuller en Friedrich Fuchs)
- 2001: Das Brandenburger Hungertuch (met Christa M. Jeitner)